# Cileles (Jatinangor)
Cileles is een bestuurslaag in het regentschap Sumedang van de provincie West-Java, Indonesië. Cileles telt 5410 inwoners (volkstelling 2010).